# Chelidonium argentatum
Chelidonium argentatum är en skalbaggsart som först beskrevs av Johan Wilhelm Dalman 1817.  Chelidonium argentatum ingår i släktet Chelidonium och familjen långhorningar. Inga underarter finns listade i Catalogue of Life.